# فئنی
فئنی (به لاتین: Feni) یک منطقهٔ مسکونی در بنگلادش است که در استان چیتاگونگ واقع شده‌است. فئنی ۲۲٫۰ کیلومتر مربع مساحت و ۲٬۶۵٬۰۰۰ نفر جمعیت دارد.